# Eriobotrya bengalensis
Eriobotrya bengalensis là loài thực vật có hoa trong họ Hoa hồng. Loài này được (Roxb.) Hook. f. mô tả khoa học đầu tiên năm 1878.